# Tarup (Faaborg-Midtfyn Kommune)
 For alternative betydninger, se Tarup. (Se også artikler, som begynder med Tarup)
Tarup er en landsby på Fyn med 268 indbyggere  (2024). Tarup er beliggende to kilometer vest for Rolsted, fem kilometer øst for Årslev og 15 kilometer sydøst for Odense. Byen tilhører Faaborg-Midtfyn Kommune og er beliggende i Region Syddanmark.
Den hører til Sønder Nærå Sogn.